# 布鲁斯半岛
44°56′43″N 81°16′37″W / 44.94536°N 81.27686°W

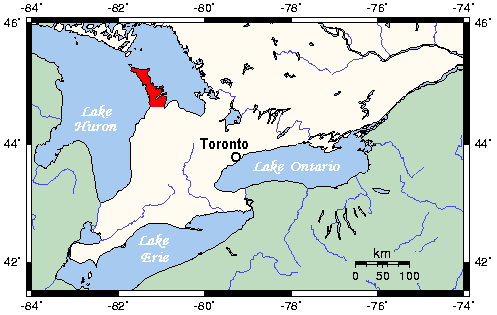
加拿大安大略省南部，红色区域为布鲁斯半岛。

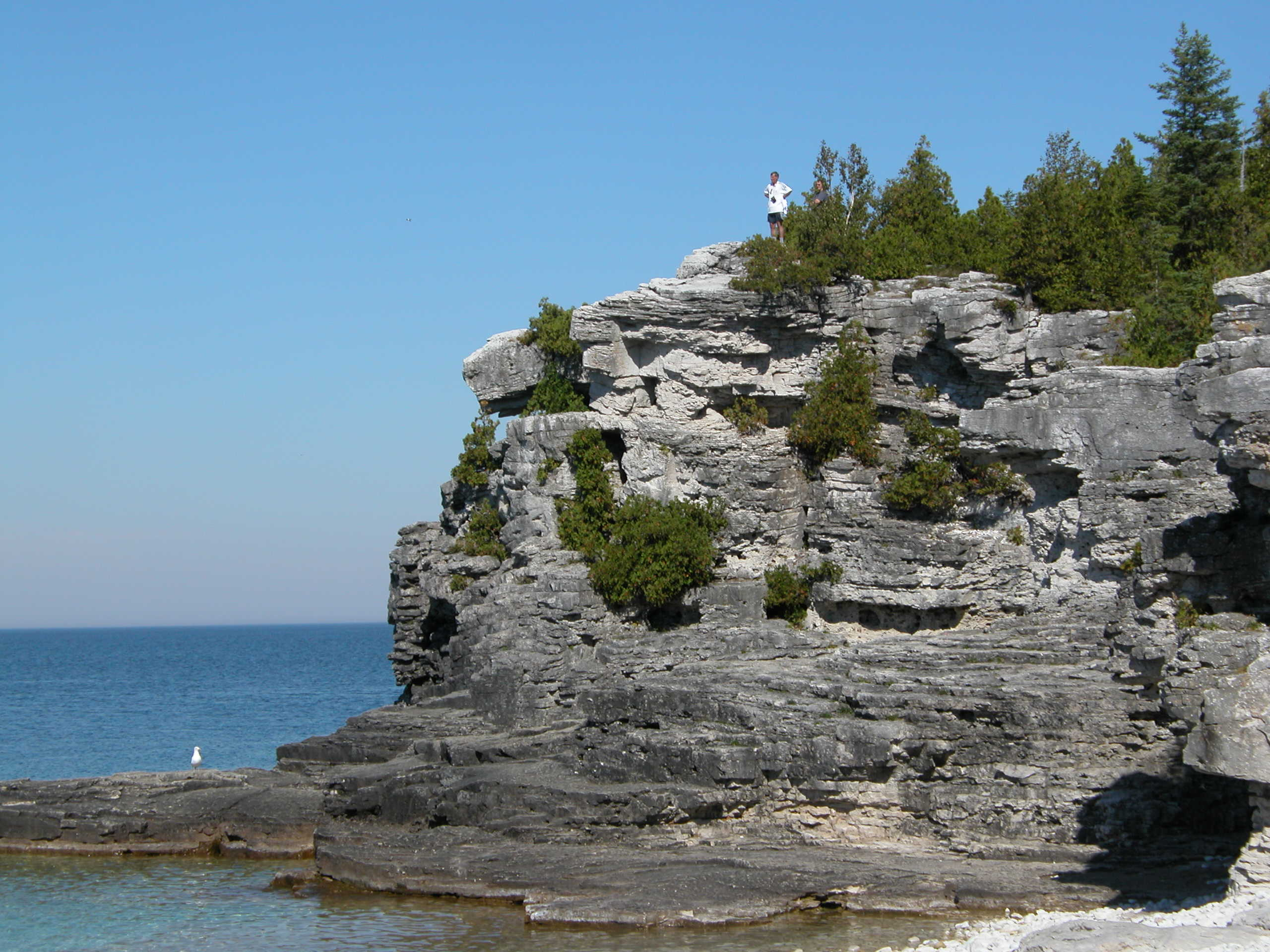
布鲁斯半岛上的陡崖。

布鲁斯半岛（Bruce Peninsula）也称索金半岛（Saugeen Peninsula），位于加拿大安大略省南部，是尼亚加拉陡崖北部的延伸部分，伸向西北深入休伦湖100公里，将休伦湖与东部的乔治亚湾分隔。半岛东岸陡峭，高出湖面60～150米；西岸坡度徐缓。著名的旅游度假区，1987年成立了布鲁斯半岛国家公园，周围水域则属于五浔国家海洋公园。主要城镇有托伯莫里，欧文桑德和怀尔顿等。